# HD 41076
HD 41076，又名BD+11 1009，SAO 95170、HR 2133，是一颗恒星，视星等为6.08，位于銀經197.02，銀緯-5.1，其B1900.0坐标为赤經5h 57m 49.8s，赤緯+11° -5.1′ 58″。